# Night World
Night World es una serie de diez novelas de fantasía jóvenes-adultos de la autora americana L J Smith. La serie presenta una historia en la que vampiros, brujas y hombres lobos que viven junto con los humanos sin que ellos lo sepan. Estas razas sobrenaturales tienen una sociedad secreta conocida como Night World, que tiene 2 leyes fundamentales para prevenir ser descubiertos: 1) nunca permitir que los humanos sepan de su existencia, 2) nunca enamorarse de ellos. 
Cada volumen de la serie siguen diferentes protagonistas (siempre alguna adolescente) que debe enfrentar varios desafíos , enamorarse de su “almas gemelas” y el estricto código de Night World. En los primeros 6 libros se enfocan en cómo el protagonista descubre su alma gemela y los peligros que conlleva. En el séptimo, se introduce el concepto de un apocalipsis inminente, aunque el tema del “alma gemela” sigue presente, se centra en la búsqueda de cuatro “poderes salvajes” que de acuerdo a una antigua profecía, salvarán el mundo de la destrucción. Estuvo en la lista de los Bestseller del New York Times por 22 semanas durante 2009. 
El último libro, Strange Fate, estuvo demorado por una década y se programó actualmente para el mediado de 2011.

## Historia de Publicación
El primer libro de la saga se publicó en 1996-1998 por Simon & Schuster. El décimo y último libro, Strange Fate, se dejó en suspenso cuando L. J. Smith se tomó un descanso de la escritura en 1999. Desde 2008, los nueve libros de Night World fuero reimpresos en tres volúmenes, mientras que Strange Fate fue anunciado para Estados Unidos y Canadá para mediados de 2011. En Inglaterra tiene previsto su lanzamiento para el 1 de septiembre. 

## Libros

### I: Hijas de la Noche
Huyendo de Night World, tres hermanas vampiras se refugian en un pueblecito para vivir entre humanos. Su hermano Ash les sigue la huella para obligarlas a volver, incapaz de imaginar que acabará por enamorarse de la hermosa humana amiga de sus hermanas.

### II: Las Elegidas
Armada con una estaca de madera, Rashel lucha por vengar la muerte de su madre. Lo último que espera es conocer a Quinn, su alma gemela, pero también un vampiro que forma parte del mundo que ella ha jurado destruir.

### III: Cazadora
Después de creer que era uno de ellos, Jez Redfern está dispuesta a terminar con los vampiros. Para ello, se deberá reunir con su antigua banda y reencontrarse con Morgead, el irresistible vampiro de ojos verdes al que siempre ha odiado y que parece fatalmente destinado a ser su alma gemela.

### IV: Amanecer Negro
Maggie es una chica normal y corriente, y vive con su hermano y sus padres. Un día, se despierta debido a algunos llantos y descubre que su hermano no está, ha desaparecido. En la puerta se encuentra la novia de él. Maggie decide emprender una búsqueda de su hermano siguiendo a la novia, cuando descubre que nada es lo que parece ser y que su alma gemela no es nada más y nada menos que el príncipe vampírico del Night World.

### V: Luz Hechicera
Keller y su equipo van hasta un centro comercial para salvar el nuevo Potencia salvaje. Esta nueva potencia está destinada a casarse con un shapeshifter, así que las brujas pueden hacer un lazo de sangre con la shapeshifter para que se quede con las brujas. Pero Keller se encuentra en un dilema: la Potencia Salvaje o su amor. Su decisión puede destruir todo.

## Sin Orden

### Ángel Negro
Después de una experiencia cercana a la muerte en un bosque, Gillian Lennox vuelve a la vida gracias a alguien que se hace llamar Angel. Ella se transforma en la chica más deseada de la escuela. Todo va bien hasta que Angel empieza a hacer peticiones extrañas. Entonces Gillian comienza a preguntarse quién es él realmente.

### Alma gemela
Hannah recibe notas escritas por su propia mano diciéndole que está en un gran peligro y morirá antes de cumplir 17. Si morir es su destino, no podrá cumplirlo, porque es Hannah es un alma vieja que pudo renacer ¿el amor del Señor de Night World es lo suficientemente fuerte para salvarla de lo que debe hacer?

### Destino Extraño
El libro número diez trata sobre una chica de 16 años llama Sarah Strange, que tiene un misterioso sueño de los habitantes de Night World. Este es un libro épico, protagonizado por los protagonistas más amados de Night World.

### Vampiro secreto
Poppy North una adolescente cuya vida normal cambia al empezar el libro. Ella descubre que tiene una enfermedad terminal y el único que puede ayudarla es su alma gemela, James.

### Encantada
Thea y Blaise Harman son como hermanas. Sólo hay una diferencia: Thea cree en la magia blanca, y Blaise cree en la magia negra. Blaise usa su encanto y magia para que los chicos hagan lo que sea por ella, incluso cortarse con navajas o quemar la escuela. Cuando Eric Ross es mordido por una serpiente y Thea lo cura, se enamoran perdidamente. Blaise se enfurece cuando Eric no se enamora de ella, y planea cómo separarlo de Thea. Thea desesperada por proteger a Eric, libera un espíritu maligno. Todo puede terminar muy mal.

## Especies

### Vampiros
Los vampiros de Smith son algo diferentes a los tradicionales. Incluso son diferentes a los vampiros del universo Crónicas Vampíricas. En Night World, hay dos tipos de vampiros:los lamia y los "vampiros convertidos"
En los libros, "Lamia es el término para los que nacieron vampiros.Ellos comen y crecen como los seres humanos, pero pueden detener el envejecimiento. Una vez un lamia que paró su envejecimiento decidió volver a activarlo, y el procesó se aceleró de manera que su apariencia física demostrase su edad en poco tiempo. Además ellos pueden tener hijos, mientras que los "vampiros convertidos" no,
"Vampiros convertidos" son humanos que se convirtieron en vampiros al intercambiar sangre de un lamia u otro vampiro. Como las personas mayores no soportan la transición física, todos se hacen vampiros a los 19 o más jóvenes. No crecen ni comen como los lamia.
Ambas clases tiene fuerza sobrehumana, rapidez, agilidad y pueden tener poderes telepáticos. Ellos no se queman con la luz del sol y no se transforman en murciélagos (con excepción del primer vampiro, Maya). Necesitan sangre humana para sobrevivir. La explicación de la autora es que las células del vampiro no son capaces de transportar oxígeno, por lo que los vampiros
necesitan células humanas para que respiren. Son inmortales, pero se pueden matar y son vulnerables a la madera y el fuego. 
El primer vampiro que existió, Maya, originalmente era una bruja. En su búsqueda de poder e inmortalidad, se convirtió en el primer vampiro, al usar sus poderes mágicos al beber sangre de niños. Maya tuvo un hijo llamado Redfern, que se convirtió en 
el antepasado de los lamia. El primer "vampiro convertido" fue un chico de la tribu de Maya, Thierry, que se transformó en contra de su voluntad y comienza a ser alma gemela. Todos los lamia descienden de Maya. Como fue la primera vampiro, tiene mucha habilidades
que los lamia no (ya que su sangre se diluyó con el tiempo), como un shapeshifting. También tiene las habilidades mágicas. A pesar de que el primer vampiro fue mujer, la sociedad vampírica es muy patriarcal.
También hay vampiros de la familia de Redfern que tienen alta concentración de sangre de bruja, de una “ceremonia de parentesco” hecha por Hunter Redfern y Maeve Harman.
El símbolos de los lamia no es claro, aunque los caracteres lamia como Ash Refern son conocidos por llevar la imagen de un iris negro que simboliza el Club Iris Negro, un club lamia que abre para todos los habitantes del Night World. El símbolo de los vampiros convetidos es una rosa negra, como se indica en Hijas de la Noche y Alma gemela.

### Brujas
Las brujas son descriptas en el Night World como una sociedad matriarcal teniendo un fuerte parecido con la religión neopagana de Wicca y el movimiento de la Diosa. Ellas descienden de una antigua tribu gobernada por Hecate Witch-Queen, y luego por su hija, Hellewise Hearth-Woman. Todas las brujas se concideran “hijas de Hellewise”, aunque la familia de Harman tiene un trazado genético directo por la línea femenina. La hermana de Hellewise, Maya, se transformó en el primer vampiro.
La sociedad de las brujas está compuesta por “Círculos” al que todas las brujas pertenecen. Son quienes toman el corazón de Hellewise diciendo “nada mal” ( que es de hecho la Rede Wicca) pertenece al Círculo del Crepúsculo, mientras que el Círculo de la Medianoche está conformado por brujas que practican magia negra. El Círculo Interno es un aquelarre de las 9 brujas más talentosas, que son “las brujas genuinas, los prodigios y las sabias, las videntes, profesoras, las responsables políticas”. Las más importantes entre ellas son la tríada de Doncella, Madre y Anciana, posiciones ocupadas por Aradia, Cybele y Harman respectivamente. Todas las brujas son responsables del Círculo Interno ante el consejo de Night World, aunque no se especifica si hay una asociación entre ambos.
Existe un tercer Círculo, conocido como el Círculo del Alba Negra, que promueve enseñar a los humanos la magia y la paz entre razas. Este círculo solía existir, pero fue prohibido durante la persecución de brujas durante los Tiempos de Quema. La existencia del Círculo del Alba Negra es secreto para el resto del Night World, aunque muchos sospechan. Durante el apocalipsis, las brujas optan por dejar Night World y unirse al Círculo del Alba Negra, para salvar el mundo, mientras que el consejo de Night World quiere tomar el poder y esclavizar las demás razas. 
Las brujas practican la magia con hierbas, piedras preciosas, efigies y encantamientos; todo esto puede utilizarse en un hechizo. Ellas adoran a la Diosas en todas sus manifestaciones, celebran el Samhain y probablemente en otros festivales de la Rueda del Año. La magia es innata y no siempre requiere “ayudas externas”, aunque puede ser utilizado para acrecentar su poder. Los humanos psíquicos de la serie “brujas perdidas”conocen su verdadera descendencia. 
El símbolo de las brujas es una dalia negra y una luna creciente con tres estrellas. El símbolo de las “brujas perdidas” en una violeta negra. En Hijas de la Noche se menciona al hierro como su veneno.

### Hombres Lobo
No hay muchos personajes que sean hombres lobo en las novelas (Lupe Acevedo in Alma Gemela es sólo mitad hombre lobo y es un personaje menor; tampoco se conoce demasiado de Jeremy Lovett en Hijas de la Noche), no se sabe demasiado acerca de ellos. En Night World, hombres lobo (a veces llamados sólo “lobos”) pueden transformarse de seres humanos a lobos cuando quieren. En Hijas de la Noche, los hombres lobos son descriptos como lobos que toman forma humana, y no al revés. Significa que tienen instintos y necesidades animales, incluso en forma humana. Esto va en contra de los hombres lobos tradicionales, que se conocen como seres humanos que se transforman en hombres lobos involuntariamente. No se explica, pero parece que, como los vampiros, un hombre lobo puede nacer así o transformarse. 
A diferencia de los vampiros, los hombres lobos debe matar siempre que coman, porque necesitan consumir órganos. Así, la ley de Night World establece que solo pueden matar y comer animales. En Night World, los hombres lobos son de segunda clase y son víctimas del prejuicio y el racismo. Como el hombre lobo tradicional, son vulnerables a la plata. Un hombre lobo es un tipo de shapeshifter. 
Su símbolo es un dedal negro.

### Shapeshifter
Los shapeshifters o "criaturas cambiantes" aparecen tardíamente en la serie. Ningún personaje es de esta especie hasta el noveno libro Witchlight. Antes, se hacen alusiones a los shapeshifters, usualmente en el contexto cuando se le explica a un ser humano las especies de Night World. En Witchlight, Keller es un shapeshifter. Ella tiene la habilidad de cambiar su apariencia a una pantera su voluntad. 
Algunas historias sobre shapeshifters se introducen en la novela: tenían el control del mundo antes que las brujas y los vampiros. Sus líderes se conocen como “dragones”, que podían cambiar su forma a la del animal que tocaba (normalmente un shapeshifter solo puede cambiar a una forma animal predeterminada). Las brujas toman el poder y duermen a los dragones, excepto a la princesa más joven. Todos los shapeshifters son descendientes de ella. Los descendientes pueden elegir en qué animal convertirse, pero esta elección no puede cambiarse luego. 
En los primeros libros, hombres lobos y shapeshifters son descriptos como diferentes razas de Night World. Luego, los hombres lobos se toman como una subespecie de shapeshifters. En Witchlight, cuando Keller cuenta la historia de su especie, ella enlista a felinos, osos, águilas y lobos como clanes dentro de la raza. La descripción de hombres lobos y shapeshifters como ciudadanos de segunda clase , apoya la noción de que los hombres lobos son un subconjunto o familia de los shapeshifters. En Witchlight no hay una menciona si la alimentación de Keller tiene que cumplir las mismas reglas que las de los hombres lobo. Los shapeshifters son vulnerables a la plata. Su símbolo es un iris negro.